# Prozentkurs
Als Prozentkurs (auch: Prozentnotierung oder v.H.-Satz) bezeichnet man einen Börsenkurs, der in Prozenten des Nennwertes angegeben ist. Er wird hauptsächlich bei Anleihen verwendet. 
Beispiel: Bei einem Prozentkurs von 98 % kostet ein Wertpapierstück von 100 € Nennwert 98 €, ein Wertpapierstück von 50 € kostet bei selbem Kurs 49 €.
Siehe auch: Stücknotierung